# Iso-Säynäinen
Iso-Säynäinen är en sjö i kommunen Viitasaari i landskapet Mellersta Finland i Finland. Arean är 46 hektar och strandlinjen är 4,78 kilometer lång. Sjön  ingår i Kymmene älvs huvudavrinningsområde.   Den ligger omkring 91 kilometer norr om Jyväskylä och omkring 330 kilometer norr om Helsingfors. 